# Carles Baguer i Mariner
|  | «Carlets» redirigeix aquí. Vegeu-ne altres significats a «Carlet (grup de bolets)». |

Carles Baguer, conegut com a Carlets al seu temps, (Barcelona, març de 1768 – 29 de febrer de 1808) fou organista i compositor de la catedral de Barcelona. L'arribada de la música de Haydn a Catalunya, el 1781-1782, coincideix en els anys en què Baguer inicia la seva carrera. L'interès i la influència que va tenir per a ell l'obra de Haydn van convertir-lo en el referent de la influència austríaca al classicisme català.

## Biografia

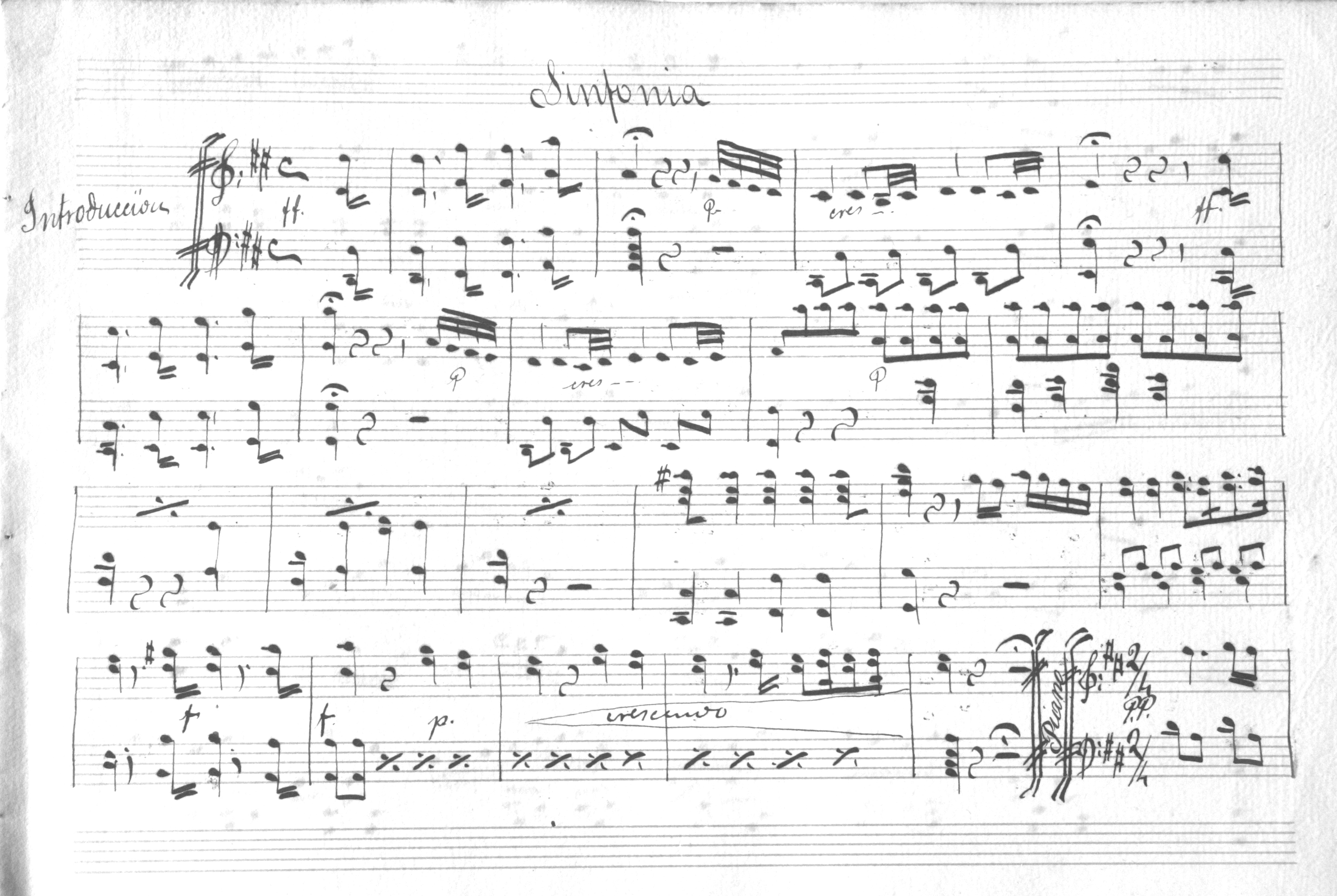
Primera pàgina d'un manuscrit de principis del que conté una simfonia de Carles Baguer transcrita per a piano

Rebé la seva formació musical del seu oncle, Francesc Mariner, compositor i organista de la catedral de Barcelona. Esdevingué organista suplent de la seu el 1786 i, en morir Mariner el 1789, el reemplaçà. De 1790 a 1808 va ser l'organista de la catedral de Barcelona, que era el principal focus musical religiós de la ciutat, tot i això va opositar per ser organista de la catedral de Lleida (1786), la catedral de Tarragona (1789), l'església del Pi de Barcelona (1791), la catedral de Granada (1796), la catedral de Sevilla (1801) i la colegiata de Cardona,encara que sense èxit en cap de les anteriors.
Al 1801 va voler renunciar a l'estar eclesiàstic i sol·licitar permís per anar vestit de seglar, tot i les pressions i advertencies économiques del Cabildo en plantejar aquesta idea. Això va fer que demostres una personalitat decidida i crítica amb el context religiós-musical que era on treballava.
Les seves interpretacions i improvisacions a l'orgue li donaren molt de nom, però la seva contribució més important recau en la seva tasca com a compositor. Alguns dels seus deixebles foren Mateu Ferrer (que substituí Baguer en el càrrec d'organista de la catedral), Ramon Carnicer (entre els anys 1806 i 1808) i, possiblement, Bernat Bertran. Rafael d'Amat i de Cortada, el Baró de Maldà, en el Calaix de sastre dona notícia de la interpretació de diverses de les seves obres i de múltiples aparicions seves interpretant o improvisant, i esmenta una picabaralla que tingueren Baguer, organista, i Francesc Queralt, mestre de capella de la catedral de Barcelona, per veure qui interpretava l'oratori del Divendres de Passió del 1796. Finalment es va cantar l'Oratori dels dolors de Francesc Queralt.
Professionalment va ser un home clau en la cruïlla musical catalana de final del segle XVIII i principis del segle xix. Va tenir una sòlida formació musical i va ser àmpliament conegut a Barcelona per la seva dedicació a l'ensenyament musical i pels seus 22 anys al front de l'orgue de la catedral.

## Baguer, compositor
La seva aportació més important, segurament, foren un conjunt de dinou simfonies amb un estil clàssic que mostren la influència de mestres italians i alemanys i, molt especialment, de Franz Joseph Haydn i que fan de Baguer el principal compositor simfònic de l'època a la península. Completen la seva producció orquestral un concert per a dos fagots i orquestra (un dels pocs que es coneixen per a aquesta formació), una pastorel·la per a la festa de Nadal, una simfonia concertant per a "violon obligado" i orquestra (incompleta), i un concert per a corn anglès i orquestra, que no s'ha trobat.
També va compondre força música religiosa (misses, magníficats, salms), on destaquen els grans oratoris de la seva darrera època, que compongué per a l'església de Sant Felip Neri, per a l'església de Santa Maria del Pi i per a la catedral de Barcelona. Així mateix, és autor de molta música instrumental per a orgue i per a altres instruments de teclat (sonates, rondós, minuets, variacions) i una sèrie de sis duets per a flautes travesseres, una de les poques mostres de música de cambra catalana del segle xviii. En el camp de la música vocal va escriure oratoris, àries, cavatines, poloneses i una òpera, que estrenà a Barcelona el 1797, La principessa filosofa.
Les seves obres es conserven en diversos arxius catalans (Barcelona, Montserrat, Canet de Mar, Olot, Cervera, Esparreguera, Vilafranca, Girona, Manresa...) i a d'altres de la resta de la Península (Barbastre, Toledo ...). Així com a arxius de comunitats franciscanes de Lima i Córdoba, a Hispanoamèrica. D'altra banda, hi ha proves que la seva música va continuar sonant fins molt després de la seva mort tal com testimonien parts afegides posteriorment a algunes obres religioses seves, i una simfonia en reducció per a tecla en còpia de principis de segle xx.

## Obres (llista incompleta)

### Oratoris
- La adoración del Niño Dios por los ángeles y pastores. Drama sacro (1805)
- La mística Rachel en lamento figura de Ntra. Sra. Madre adolorida, en la pasión y muerte de su Divino Hijo
- Mort de Abel (1802)
- No te abandones
- La partida del hijo pródigo. Drama sacro (1807)
- El regreso á Bar[celon]a su patria del Dr. Josef Oriol (1807)
- El regreso del hijo pródigo (1807)
- La resurrección de Lázaro: Drama sacro (1806)
- El Santo Job: Drama sacro (1804)

### Altra obra vocal
- Al rigor de adversa suerte, ària de contralt
- Bello infante, ària de tiple
- Dios supremo: Cavatina, Recitado y Polaca
- El dolor, la venganza, ària de baix
- La dulce memoria, ària de tiple
- Este nuevo resplandor, ària de contralt
- Este placer que siento: cuarteto
- Fratres sobri estote: completas a 4 voces y acompañamiento
- Frates sobri estote: completas a 4 voces y acompañamiento
- Hasta que mi contrario, ària de baix
- Kiries y Gloria a 4 voces y acompañamiento
- Magnificat a 4 voces y acompañamiento
- Magnificat a 4 voces y acompañamiento
- Misa a 4 voces y acompañamiento
- Missa a 2 o a 3 voces, con acompañamiento
- Missa a 4 voces y acompañamiento
- Missa a 4 voces y acompañamiento, sobre el thema "Gaudent in coelis"
- Missa a 8 voces y acompañamiento
- La principessa filosofa (1798), òpera amb llibret de Carlo Gozzi basat en la comèdia El desdén con el desdén d'Agustín Moreto
- La tranquilidad: Polaca para Tiple
- Vamos presto a el Niño: Coro y Aria de tenor
- Villancico a 4 voces y acompañamiento (comprèn El cielo permite, Logre Job Dios compasivo i Los astros radiantes)

### Simfonies
- Simfonia número 1 en do major
- Simfonia número 2 en do menor (1790)
- Simfonia número 3 en re major
- Simfonia número 4 en re major
- Simfonia número 5 en re major
- Simfonia número 6 en re major
- Simfonia número 7 en re major
- Simfonia número 8 en re major
- Simfonia número 9 en re major
- Simfonia número 10 en re major
- Simfonia número 11 en re major
- Simfonia número 12 en Mi bemoll major
- Simfonia número 13 en Mi bemoll major
- Simfonia número 14 en mi bemoll major
- Simfonia número 15 en mi bemoll major
- Simfonia número 16 en sol major (ca. 1790)
- Simfonia número 17 en si bemoll major
- Simfonia número 18 en si bemoll major (1790)
- Simfonia número 19 en si bemoll major

### Concerts
- Concert per a corn anglès i orquestra (1801) (perdut)
- Simfonia en re major amb "violon obligado" (incompleta)
- Concert per a dos fagots i orquestra en fa major

## Arxius de so
Mostres d'àudio de diverses simfonies de Carles Baguer Arxivat 2010-01-06 a Wayback Machine.

 Quart moviment de la Simfonia número 12 Arxivat 2007-03-10 a Wayback Machine.
 Fragments dels tres primers moviments de la simfonia número 16, en sol major Arxivat 2009-06-24 a Wayback Machine.